# Résolution 1645 du Conseil de sécurité des Nations unies
Membres permanents
- Chine
- États-Unis
- France
- Royaume-Uni
- Russie

Membres non permanents
- Algérie
- Argentine
- Bénin
- Brésil
- Danemark
- Grèce
- Japon
- Philippines
- Roumanie
- Tanzanie

Résolution no 1644 Résolution no 1646
La résolution 1645 du Conseil de sécurité des Nations Unies, adoptée à l'unanimité le 20 décembre 2005, agissant simultanément avec l'Assemblée générale des Nations unies, a créé la Commission de consolidation de la paix des Nations unies pour donner des conseils sur les situations post-conflit, conformément à la déclaration du Sommet mondial de 2005.

## Résolution

### Préambule
Dans le préambule de la résolution, le Conseil a réaffirmé les résultats du Sommet mondial de 2005 et reconnu que les droits de l'homme, le développement, la paix et la sécurité se renforcent mutuellement et sont liés. Il est nécessaire d'adopter une approche coordonnée, cohérente et intégrée en matière de consolidation de la paix et de réconciliation après les conflits, tandis que le Conseil reconnaît également le rôle important des Nations unies dans la prévention des conflits et les efforts de réconciliation.
Le texte réaffirme la responsabilité première des gouvernements nationaux dans la détermination des priorités et des stratégies de sortie de conflit, tandis que le rôle de tous les pays, celui de la société civile, des organisations régionales et des organisations non gouvernementales est important dans la consolidation de la paix.

### Dispositif
À l'unisson avec l'Assemblée générale, la Commission de consolidation de la paix a été créée en tant qu'organe consultatif intergouvernemental. Les principaux objectifs de la commission étaient de rassembler toutes les parties prenantes pour conseiller et proposer des stratégies de consolidation de la paix et de réconciliation après un conflit, de se concentrer sur la restauration des institutions étatiques et de formuler des recommandations pour améliorer la coordination au sein et à l'extérieur des Nations Unies.
La résolution a ensuite défini la composition de la commission, qui comprendra sept membres du Conseil de sécurité, sept membres du Conseil économique et social des Nations unies, les représentants des cinq principaux contributeurs au budget des Nations Unies, les cinq principaux contributeur aux missions de maintien de la paix des Nations unies, avec une représentation de tous les groupes régionaux. Elle portait également sur les réunions de la commission par pays, auxquelles pourraient participer des représentants de la Banque mondiale et du Fonds monétaire international, entre autres. La Commission de consolidation de la paix a été encouragée à coopérer avec les organisations internationales, le cas échéant, et à fournir des recommandations au Conseil sur les questions dont elle est saisie.

## Voir également
- Résolution de conflit
- Maintien de la paix
- Rétablissement de la paix